# منتخب ترينيداد وتوباغو للكريكت
منتخب ترينيداد وتوباغو الوطني للكريكت (بالإنجليزية: Trinidad and Tobago national cricket team)‏ هو ممثل ترينيداد وتوباغو الرسمي في المنافسات الدولية في الكريكت .